# Roland Wittich
Roland Wittich (* 1942) ist ein deutscher Architekt, der zunächst als Jazzmusiker hervortrat.

## Werdegang
Wittich war ab 1963 Schlagzeuger in der Modern Jazz Crew, einer Stuttgarter Amateurband, in der auch Eberhard Weber und Wolfgang Trattner spielten, um dann bis 1971 im Trio und anderen Gruppen von Wolfgang Dauner zu wirken. Auch ist er auf Alben von Dieter Reith zu hören. Er studierte bis 1969 Architektur an der Universität Stuttgart bei Rolf Gutbier. Nach einer Mitarbeit im Büro Kammerer + Belz, Stuttgart, gründete er 1975 mit Roland Meister ein gemeinsames Architekturbüro, das in Süddeutschland erfolgreich tätig war.
Privates
Wittich ist der Vater der Schauspielerin Lisa Martinek und des Regisseurs Frieder Wittich.